# Campionati europei di slittino 1954
I Campionati europei di slittino 1954 sono stati la 12ª edizione della competizione.
Si sono svolti a Davos, in Svizzera.

## Medagliere
| Pos.   | Nazione        | Oro | Argento | Bronzo | Totale |
| ------ | -------------- | --- | ------- | ------ | ------ |
| 1      | Austria        | 3   | 3       | 1      | 7      |
| 2      | Italia         | 0   | 0       | 1      | 1      |
| 2      | Germania Ovest | 0   | 0       | 1      | 1      |
| Totale | Totale         | 3   | 3       | 3      | 9      |

## Podi
| Evento            | Oro                     | Argento                          | Bronzo                           |
| Singolo Maschile  | Fritz Kienzl            | Wilhelm Lache                    | Josef Strillinger                |
| Singolo Femminile | Maria Isser             | Karla Kienzl                     | Lotte Scheimpflug                |
| Doppio            | Josef Isser Maria Isser | Josef Feistmantl Karl Feistmantl | Hans Krausner Josef Leistentritt |